# Villers-sur-Nied
Villers-sur-Nied település Franciaországban, Moselle megyében. Lakosainak száma 81 fő (2022. január 1.). Villers-sur-Nied Bréhain, Chicourt, Lesse és Marthille községekkel határos.

## Népesség
A település népessége az elmúlt években az alábbi módon változott:
| Lakosok száma | 83   | 75   | 77   | 73   | 76   | 79   | 82   | 82   | 81   |
|               | 2013 | 2015 | 2016 | 2017 | 2018 | 2019 | 2020 | 2021 | 2022 |